# Гейтс (Теннессі)
Гейтс (англ. Gates) — місто (англ. town) в США, в окрузі Лодердейл штату Теннессі. Населення — 664 особи (2020).

## Географія
Гейтс розташований за координатами 35°50′24″ пн. ш. 89°24′29″ зх. д. / 35.84000° пн. ш. 89.40806° зх. д. (35.840128, -89.408170).  За даними Бюро перепису населення США в 2010 році місто мало площу 1,81 км², уся площа — суходіл.

## Демографія
Згідно з переписом 2010 року, у місті мешкало 647 осіб у 246 домогосподарствах у складі 166 родин. Густота населення становила 358 осіб/км².  Було 293 помешкання (162/км²).
Расовий склад населення:
| - 58,1 % — чорних або афроамериканців - 39,1 % — білих - 0,6 % — корінних американців |

До двох чи більше рас належало 1,5 %. Частка іспаномовних становила 1,2 % від усіх жителів.
За віковим діапазоном населення розподілялося таким чином: 27,7 % — особи молодші 18 років, 60,4 % — особи у віці 18—64 років, 11,9 % — особи у віці 65 років та старші. Медіана віку мешканця становила 35,5 року. На 100 осіб жіночої статі у місті припадало 83,3 чоловіків;  на 100 жінок у віці від 18 років та старших — 77,9 чоловіків також старших 18 років.
Середній дохід на одне домашнє господарство  становив 33 446 доларів США (медіана — 27 500), а середній дохід на одну сім'ю — 31 691 долар (медіана — 25 063). За межею бідності перебувало 36,1 % осіб, у тому числі 53,8 % дітей у віці до 18 років та 9,1 % осіб у віці 65 років та старших.
Цивільне працевлаштоване населення становило 220 осіб. Основні галузі зайнятості: виробництво — 25,5 %, публічна адміністрація — 19,1 %, освіта, охорона здоров'я та соціальна допомога — 19,1 %.